# Alternative Airplay
La Alternative Airplay (precedentemente nota come Hot Modern Rock Tracks, Modern Rock Tracks e Alternative Songs) è una classifica musicale statunitense contenuta nella celebre rivista Billboard dal 10 settembre 1988. È una raccolta dei quaranta brani più ascoltati sulle radio modern rock, di cui la maggior parte sono rock alternativo. La classifica fu presentata come compagna della Mainstream Rock Airplay, e la sua creazione fu incitata dalla diffusione della musica alternativa sulle radio americane nei tardi anni ottanta.
La classifica è basata esclusivamente sugli airplay delle radio. Dal 2008, circa ottanta stazioni radiofoniche sono controllate tutta la settimana dalla Nielsen Broadcast Data Systems.
Durante i primi anni della classifica, furono inseriti anche gli artisti post-punk e dance. Nei primi anni novanta il rock alternativo divenne una corrente principale, e condusse alla diffusione il grunge, così la Alternative Airplay e la Mainstream Rock Airplay cominciarono a rappresentare gli stessi singoli. Oggi la classifica favorisce artisti di genere rock alternativo, indie rock e punk rock, mentre la Mainstream Rock Airplay favorisce quelli hard rock e heavy metal.
Il primo brano ad essersi posizionato in vetta alla classifica fu Peek-a-Boo dei Siouxsie and the Banshees. L'ultimo è invece One More Time dei Blink-182, in testa da 20 settimane, record assoluto.

## Record
- Gli artisti con più settimane cumulative in vetta sono:
  - Foo Fighters (94)
  - Red Hot Chili Peppers (91)
  - Linkin Park (70)
  - Green Day (57)
  - Blink-182 (48)
  - Muse (46)
- Il brano rimasto più settimane in classifica è Monsters degli All Time Low feat. Blackbear con 88 settimane di permanenza.
- I tre brani che hanno debuttato al primo posto della classifica sono:
  - What's the Frequency, Kenneth? – R.E.M. (1994)
  - Dani California – Red Hot Chili Peppers (2006)
  - What I've Done – Linkin Park (2007)
- I brani che hanno passato più di dieci settimane in vetta sono:[2]
  - 20 settimane 
    - One More Time – Blink-182 (2023-24)

  - 19 settimane
    - Madness – Muse (2012-13)

  - 18 settimane
    - The Pretender – Foo Fighters (2007)

  - 17 settimane
    - Uprising – Muse (2009-10)

  - 16 settimane
    - Scar Tissue – Red Hot Chili Peppers (1999)
    - It's Been Awhile – Staind (2001)
    - Boulevard of Broken Dreams – Green Day (2004-05)

  - 15 settimane
    - Sex and Candy – Marcy Playground (1997-98)
    - What I've Done – Linkin Park (2007)

  - 14 settimane

By the Way – Red Hot Chili Peppers (2002)
Dani California – Red Hot Chili Peppers (2006)
- - 13 settimane

Otherside – Red Hot Chili Peppers (2000)
How You Remind Me – Nickelback (2001)
Rope – Foo Fighters (2011)
Radioactive – Imagine Dragons (2013)
Edging – Blink-182 (2022)
- - 12 settimane
    - Hemorrhage (In My Hands) – Fuel (2000-01)
    - Numb – Linkin Park (2003)
    - New Divide – Linkin Park (2009)
    - Somebody That I Used to Know – Gotye feat. Kimbra (2011)

  - 11 settimane
    - My Own Worst Enemy – Lit (1999)
    - Kryptonite – 3 Doors Down (2000)
    - Pork and Beans – Weezer (2008)
    - You're Gonna Go Far, Kid – The Offspring (2008)
    - Lay Me Down – The Dirty Heads featuring Rome Ramirez (2010)
    - Lonely Boy – The Black Keys (2011-12)

  - 10 settimane
    - Wonderwall – Oasis (1995-96)
    - All My Life – Foo Fighters (2002-03)
    - Tighten Up – The Black Keys (2010-11)